# Football Manager 2012
Football Manager 2012 (abbreviato come Football Manager 12 o FM12) è un videogioco manageriale di calcio. Il gioco è stato messo in vendita il 21 ottobre 2011 ed è disponibile per Microsoft Windows, macOS, PlayStation Portable e iOS.

## Nuove caratteristiche
Di seguito sono elencate alcune delle nuove caratteristiche del gioco:
- Possibilità di aggiungere o togliere nazioni giocabili nel gioco e salvare tutte le volte che si vuole.
- Varie modifiche ai sistemi di trasferimento e di contratto, compresi i bonus fedeltà, una migliore gestione dei contratti di dilettanti e giovani, il centro di trasferimento migliorato, la possibilità di bloccare la negoziazione del contratto quando non si è disposti ad accettare le richieste della controparte e la possibilità di offrire incentivi ai calciatori e agli agenti.
- Un nuovo scouting report che include l'analisi della squadra avversaria, le informazioni tattiche e quelle sui gol fatti e subiti insieme a molti altri miglioramenti.
- Nuove animazioni, più stadi, due nuove riprese.
- Nuova interfaccia che contiene nuovi filtri, colonne personalizzabili e una nuova schermata tattica.
- Modifiche ai colloqui di gruppo con un nuovo sistema di tono, che permette ai giocatori di specificare il modo in cui desiderano interagire con la propria squadra. Ci sono cinque diverse tonalità tra cui scegliere con commenti specifici per ogni tono.
- Un nuovo tutorial.

## Patch
Dalla data di pubblicazione sono state distribuite due patch, la 12.0.3 e la 12.0.4.